# Gà Phục Sinh

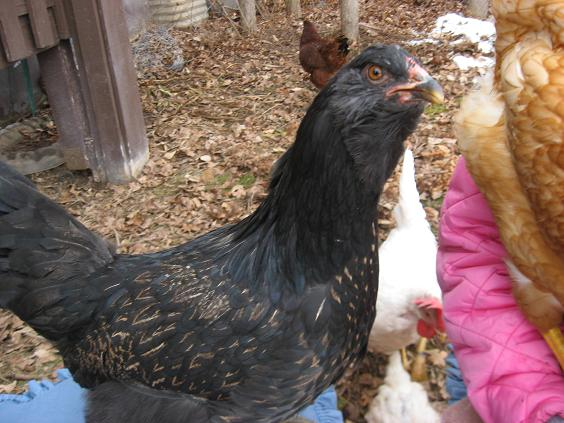
Một con gà Phục Sinh

Gà Phục Sinh (Easter Egger) là một nhóm giống gà mà có bất kỳ con gà nào có mang gen đẻ ra những quả trứng gà màu xanh, nhưng không đáp ứng đầy đủ mọi tiêu chuẩn giống được xác định trong tiêu chuẩn Hiệp hội Gia cầm Mỹ (APA), hoặc trong trường hợp của gà tre phục sinh (bantam) theo tiêu chuẩn Hiệp hội Bantam Mỹ (ABA). Tên gọi này xuất phát từ sự giống nhau của quả trứng đầy màu sắc của chúng với trứng Phục Sinh. Các giống gà Araucana, gà Ameraucana, và gà Phục Sinh có nguồn gốc và nhân rộng trên toàn thế giới từ Chile và Quần đảo Falkland.

## Trứng gà

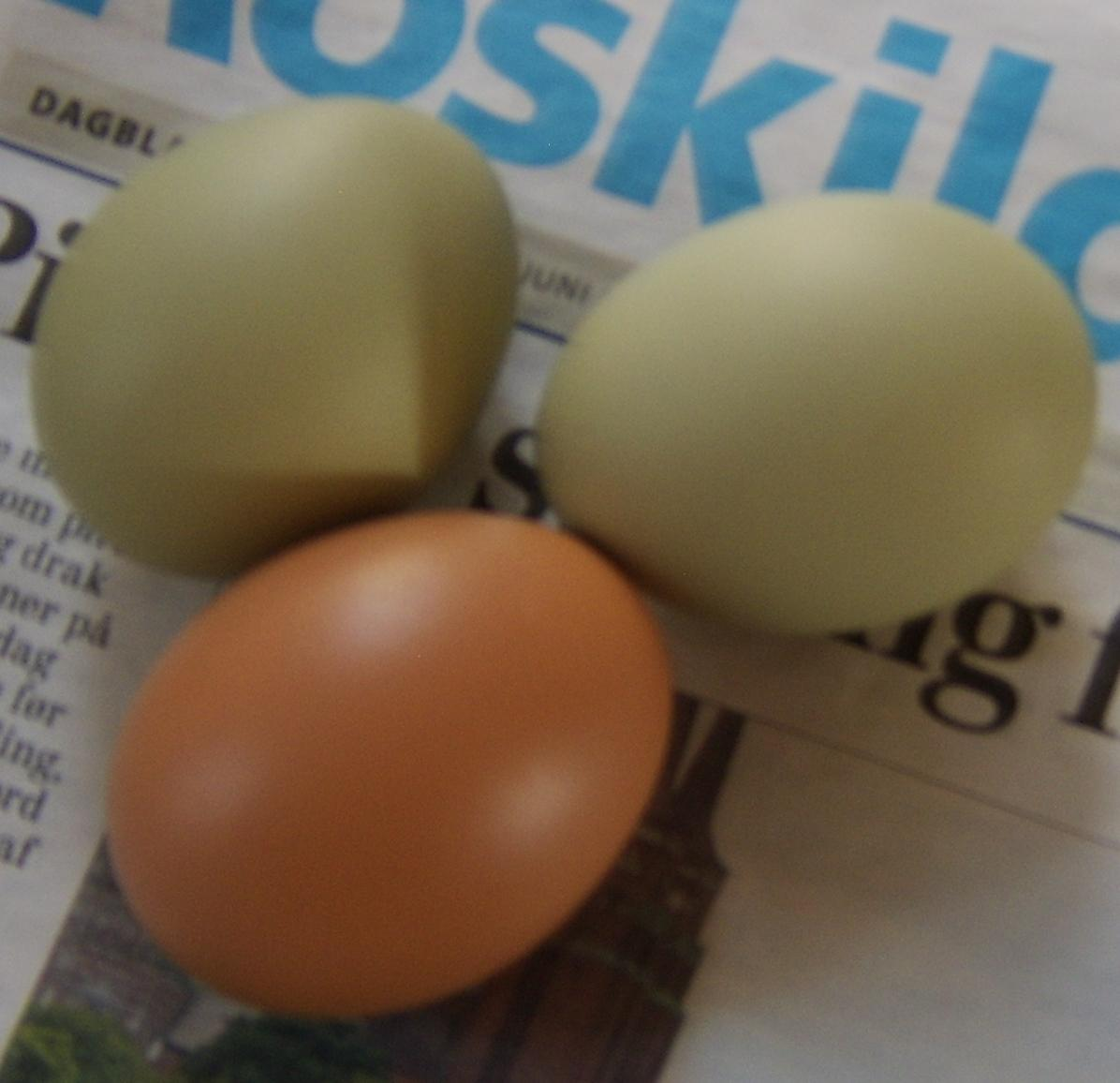
Trứng gà Phục Sinh

Trứng có màu sắc trứng kỳ lạ và quý hiếm, trứng có màu xanh nước biển hoặc màu xanh lá cây. Nhưng màu sắc trứng có thể xanh xám hoặc tím đến lam ngọc hay xanh lục nhạt. Màu sắc của trứng phụ thuộc vào các biến thể gen tạo màu sắc khác nhau, việc đổi màu của vỏ trứng từ trắng sang xanh là do biến đổi của một gien. Trứng gà có màu xanh, màu xanh của vỏ trứng gà bắt nguồn từ giống gà có nguồn gen quý hiếm, có khả năng tổng hợp và hấp thu chất dinh dưỡng cao hơn các giống gà thông thường khác.
Đối với gà Araucana là loài gà có nguồn gen quý hiếm, những quả trứng xanh không có tác dụng xấu đến sức khỏe và có chứa hàm lượng amino acid, kẽm, vitamin cao hơn so với một số loài trứng gà khác. Trứng gà xanh có hàm lượng cholesterol thấp, mùi vị thơm ngon, có thể sử dụng tốt cho người mắc bệnh tiểu đường, huyết áp, mỡ máu, gan nhiễm mỡ, béo phì, trứng gà vỏ xanh tốt cho cả phụ nữ mang thai và sau sinh, người mới ốm dậy.

## Tiêu thụ
Người dân phương Tây rất thích nuôi giống gà này, vì chúng đẻ ra những trái trứng đỏ, trắng, xanh, và cả trứng đốm giống hệt những trái trứng họ sử dụng trong dịp lễ Phục sinh. Ngày nay, tại các nước như Mỹ, EU, Nhật Bản, Trung Quốc, trứng gà vỏ xanh đã trở thành thực phẩm quen thuộc cao cấp trong bữa ăn hàng ngày của tầng lớp trung và thượng lưu, có nhiều nơi lai tạo và với mục đích lợi nhuận được cao hơn người ta thường giả trứng gà Araucana bởi trứng của gà Ameraucana hay bởi trứng gà Phục sinh. Không chỉ đặc biệt ở màu sắc vỏ trứng, chất lượng trứng vượt trội, thích hợp cho cả người ăn kiêng mà trứng gà xanh cũng được đảm bảo vệ sinh an toàn thực phẩm bởi công nghệ giống cao cấp, chọn lọc kỹ lưỡng, dây chuyền sản xuất khép kín hiện đại.